# Susanne Svendsen
Susanne Svendsen (7 de febrero de 1979) es una deportista danesa que compitió en duatlón. Ganó dos medallas de bronce en el Campeonato Mundial de Duatlón de Larga Distancia en los años 2015 y 2016, y tres medallas de bronce en el Campeonato Europeo de Duatlón de Larga Distancia entre los años 2012 y 2016.

## Palmarés internacional
| Campeonato Mundial | Campeonato Mundial                | Campeonato Mundial | Campeonato Mundial |
| Año                | Lugar                             | Medalla            | Prueba             |
| ------------------ | --------------------------------- | ------------------ | ------------------ |
| 2015               | Zofingen ( Suiza)                 | Medalla de bronce  | Individual         |
| 2016               | Zofingen ( Suiza)                 | Medalla de bronce  | Individual         |
| Campeonato Europeo |                                   |                    |                    |
| Año                | Lugar                             | Medalla            | Prueba             |
| 2012               | Horst aan de Maas ( Países Bajos) | Medalla de bronce  | Individual         |
| 2014               | Horst aan de Maas ( Países Bajos) | Medalla de bronce  | Individual         |
| 2016               | Copenhague ( Dinamarca)           | Medalla de bronce  | Individual         |